# Disobbedienza civile
La disobbedienza civile è una forma di lotta politica, attuata da un singolo individuo o più spesso da un gruppo di persone, che comporta la consapevole violazione di una precisa norma di legge, considerata particolarmente ingiusta, violazione che però si svolge pubblicamente, in modo da rendere evidenti a tutti e immediatamente operative le sanzioni previste dalla legge stessa.

## Storia

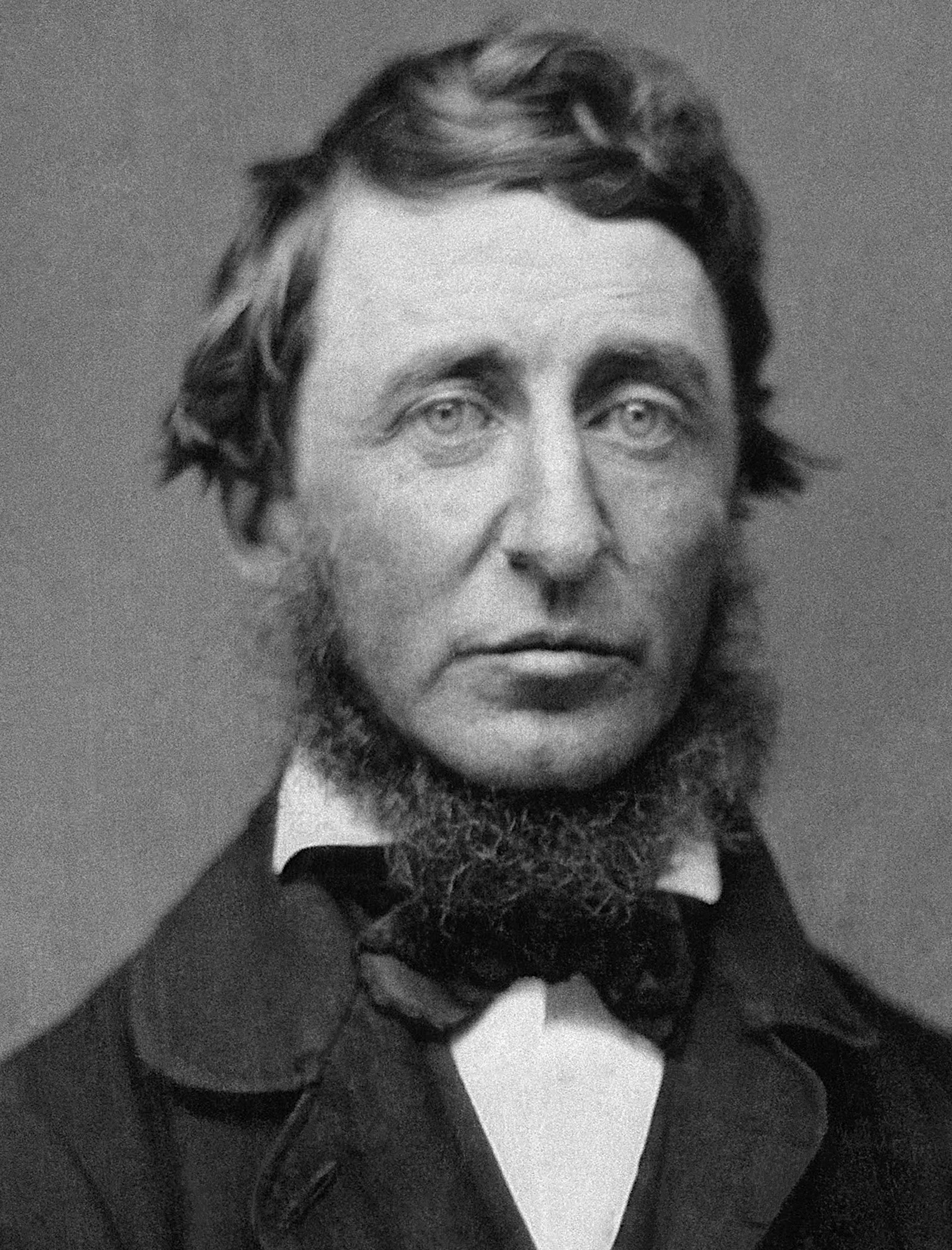
Henry David Thoreau, autore del saggio Disobbedienza civile

Uno dei primi testi a teorizzare la disobbedienza civile come mezzo di contrasto a qualsiasi forma di tirannia fu il Discorso sulla servitù volontaria di Étienne de La Boétie, un saggio composto intorno al 1550.
Un altro saggio fondamentale fu Disobbedienza civile (Civil Disobedience) dello statunitense Henry David Thoreau, datato 1849: primo testo a parlare espressamente di disobbedienza civile, e destinato successivamente ad ispirare, tra gli altri, Mahatma Gandhi. Negli Usa i diritti civili dei neri, pur concessi sulla carta, sono stati resi effettivi solo dalle campagne di disobbedienza civile di massa degli anni sessanta del novecento. L'emancipazione nazionale indiana non sarebbe stata possibile senza le azioni di disobbedienza civile di Gandhi, che parlava anche di resistenza civile. Lo stesso Gandhi affermava: "noi cessiamo di collaborare coi nostri governanti quando le loro azioni ci sembrano ingiuste. Questa è la resistenza passiva".
In Italia si può far riferimento a tutta l'opera di Aldo Capitini e di Danilo Dolci.
In Italia ebbe una buona notorietà il saggio del 1965 L'obbedienza non è più una virtù di Don Lorenzo Milani, che appoggiava l'obiezione di coscienza contro il servizio militare. In seguito all'obiezione di coscienza di religiosi e laici che comportava l'infrangere della regola del servizio militare obbligatorio per i maschi fu introdotta la legge del servizio civile alternativo a quello militare.
Uno dei massimi analisti (oltre che fautore) della disobbedienza civile contemporanea è stato lo storico radicale americano Howard Zinn. Nella sua celebre raccolta di saggi Disobbedienza e democrazia, egli ci ricorda come "È giusto disobbedire a leggi ingiuste, ed è giusto disobbedire alle sentenze che puniscono la violazione di quelle leggi" . Nello stesso testo l'autore ci mostra poi, con resoconti e testimonianze, come molti diritti civili negli Usa siano stati conquistati solo con la disobbedienza: le stesse giurie, chiamate dallo stato a giudicare i disobbedienti, pronunciavano verdetti di assoluzione (jury nullification), dopo essere state sensibilizzate dalla disobbedienza civile stessa, a dimostrare che l'obiezione di coscienza può essere più importante dell'applicazione della legge.
Fra gli esponenti politici che si sono resi attivamente partecipi di campagne di disobbedienza civile, in Italia sono particolarmente noti gli attivisti del Partito Radicale, a partire dal leader Marco Pannella e da Emma Bonino, i quali hanno utilizzato questa forma di lotta per affermare il diritto all'aborto e la diffusione dell'antiproibizionismo, in particolare in materia di legalizzazione delle droghe leggere. La disobbedienza civile è invocata dal movimento No TAV in Val di Susa anche per reati violenti.
La disobbedienza civile è stata applicata anche dai movimenti studenteschi e popolari che hanno realizzato le rivoluzioni colorate in alcuni stati post comunisti, ispirati dal pensiero e dalle tattiche teorizzate da Gene Sharp.

## Le finalità politiche
L'obiettivo di chi attua questa strategia di lotta è quello di evidenziare, mediante la propria disobbedienza, l'ingiustizia, a suo avviso palese, della norma di legge e le conseguenze che essa comporta. In seguito a un atto di disobbedienza civile, come per ogni violazione di legge, segue il relativo accertamento in sede penale; nell'ambito del processo, gli esponenti di questo tipo di lotta possono perciò proseguire la propria azione politica, denunciando pubblicamente i motivi per cui ritengono errata la legge che contestano.
In ogni caso la disobbedienza civile non può considerarsi una motivazione esimente rispetto alla sanzione giuridica, che deve necessariamente seguire l'avvenuta violazione di legge, fino all'eventuale cambiamento della legge stessa; ciò specialmente se si considera il rispetto della legge come istanza superiore a quella della coscienza dell'individuo. Tuttavia negli ordinamenti a costituzione rigida è possibile annullare o disapplicare le leggi contrarie ai principi costituzionali attraverso gli istituti della giustizia costituzionale. Se si parte dal presupposto che lo Stato è una costruzione umana, che non è infallibile, e che è diritto dovere dei cittadini di vigilare affinché esso non abusi del suo potere, allora, in questa prospettiva la disobbedienza civile appare salvifica e meritoria. La finalità è far cambiare le leggi considerate ingiuste.